# Vanuatu aux Jeux olympiques d'été de 2004
Le  Vanuatu  a envoyé 2 athlètes aux Jeux olympiques de 2004 à Athènes, en Grèce.

## Résultats

### Athlétisme
400 m Hommes
- Moses Kamut
- 1er tour : 48 s 14 (52e au total)

100 m Femmes
- Katura Marae
- 1er tour : 13 s 49 (58e au total)

Les deux athlètes réalisent la meilleure performance de leur saison.

## Officiels
- Président : M. Joe Carlo
- Secrétaire général : M. Seru Korikalo